# جرمق
جرمق (به عربی: جرمق) یک منطقهٔ مسکونی در لبنان است که در شهرستان جزین واقع شده‌است.